# Rhodopis lowdenii
Rhodopis lowdenii är en ärtväxtart som beskrevs av Walter Stephen Judd. Rhodopis lowdenii ingår i släktet Rhodopis och familjen ärtväxter. Inga underarter finns listade i Catalogue of Life.